# Крук, Инна Сергеевна
Инна Сергеевна Крук (род. 6 ноября 2003, Ивантеевка, Московская область) — российская волейболистка, нападающая-доигровщица.

## Биография
Начала заниматься волейболом в КДЮСШ города Ивантеевки у тренера В.А.Сапенковой. Затем была принята в одинцовское Училище олимпийского резерва № 2, где тренировалась у А.А.Безрукова. В 2018—2021 выступала за фарм-команду подмосковного «Заречье-Одинцово», а в 2020 дебютировала в основном составе подмосковного клуба в суперлиге чемпионата России. 
В составе сборной Московской области в 2021 году стала бронзовым призёром летней Спартакиады молодёжи России. 

### Клубная карьера
- 2018—2021 —  «Подмосковье»/«Заречье-Одинцово»-2 (Московская область) — молодёжная лига;
- 2020—2024 —  «Заречье-Одинцово» (Московская область) — суперлига;
- с 2024 —  «Протон» (Саратов) — суперлига.